# Метелєв Василь Сергійович
Васи́ль Сергі́йович Метелєв — старшина Збройних сил України.

## Нагороди
За особисту мужність і героїзм, виявлені у захисті державного суверенітету та територіальної цілісності України, вірність військовій присязі під час російсько-української війни, відзначений:
- орденом «За мужність» II ступеня.[1]
- орденом «За мужність» III ступеня.[2]